# Радослав Матусяк
Радослав Матусяк (пол. Radosław Matusiak, нар. 1 січня 1982, Лодзь) — колишній польський футболіст, що грав на позиції нападника.

## Клубна кар'єра
У дорослому футболі дебютував 1999 року виступами за ЛКС (Лодзь), в якому провів три сезонів, взявши участь у 62 матчах чемпіонату, після чого на влітку 2002 року перейшов у клуб третього дивізіону Польщі «Щаков'янка» (Явожно), але вже через півроку повернувся в ЛКС.
Протягом сезону 2003–2004 виступав за «Віслу» (Плоцьк), після чого став гравцем ГКС (Белхатув), де провів наступні два з половиною роки.
На початку 2007 року відправився в Італію, де підписав контракт з «Палермо». Проте заграти в Серії А не зміг, і вже влітку того ж року перейшов у нідерландський «Геренвен», де провівши ще півроку, був відданий в оренду в «Віслу» (Краків), якій допоміг виграти чемпіонат Польщі.
29 серпня 2008 року розірвав контракт з нідерландським клубом, а в грудні того ж року став гравцем «Відзева», де до кінця сезону через травми зіграв лише 7 матчів у чемпіонаті, в яких забив один гол.
Своєю грою за останню команду привернув увагу представників тренерського штабу клубу «Краковія», до складу якого приєднався 21 серпня 2009 року. Відіграв за команду з Кракова наступні півтора сезону своєї ігрової кар'єри, після чого 15 січня контракт було розірвано і 18 січня Радослав підписав 2,5-річний контракт з грецьким клубом «Астерас», але вже через рік контракт знову було розірвано.
Завершив професійну ігрову кар'єру у клубі «Відзев», у складі якого вже виступав раніше. Вдруге Матусяк прийшов до команди в січні 2012 року і захищав її кольори до завершення сезону, зігравши у десяти матчах чемпіонату.

## Виступи за збірні
1999 року дебютував у складі юнацької збірної Польщі, ставши в її складі срібним призером юнацького (U-16) чемпіонату Європи 1999 року. В тому ж році взяв участь у юнацькому (U-17) чемпіонаті світу, в якому збірна не змогли вийти з групи. Всього взяв участь у 7 іграх на юнацькому рівні.
В майбутньому залучався до складу молодіжної збірної Польщі. На молодіжному рівні зіграв у 2 офіційних матчах.
6 вересня 2006 року дебютував в офіційних іграх у складі національної збірної Польщі в матчі-кваліфікації на Євро-2008 проти збірної Сербії, в якому відразу відзначився голом. В подальшому продовжував регулярно забивати і допоміг збірній вийти на Євро-2008. Проте, будучи включеним в розширений список, в остаточну заявку на турнір Матусяк так і не потрапив, а після його завершення взагалі перестав викликатись до лав збірної.
Протягом кар'єри у національній команді, яка тривала усього 3 роки, провів у формі головної команди країни 15 матчів, забивши 7 голів.

## Досягнення
- Чемпіон Польщі: 2008